# Roca del Migdia (Tavèrnoles)
La Roca del Migdia és una muntanya de 766 metres que es troba entre els municipis de Tavèrnoles i de Vilanova de Sau, a la comarca d'Osona.